# Phelister fractistrius
Phelister fractistrius är en skalbaggsart som beskrevs av Lewis 1908. Phelister fractistrius ingår i släktet Phelister och familjen stumpbaggar. Inga underarter finns listade i Catalogue of Life.